# Watertoren (Groningen Hofstede de Grootkade)
De watertoren aan de Hofstede de Grootkade, ook bekend als "Watertoren West", in de Nederlandse stad Groningen is ontworpen door de stadsarchitect J.A. Mulock Houwer en werd gebouwd en in gebruik genomen in 1912.
De toren, op de hoek met de Herman Colleniusstraat, is met een hoogte van 56,30 meter een van de hoogste watertorens van Nederland. Hij had oorspronkelijk één hangbodemreservoir van 1000 m3. In 1925 is daaronder een tweede reservoir gebouwd van 782 m3. De toren werd in 1945 door Duitsers gebruikt als uitkijktoren. Om de Duitsers te verjagen werd de toren op 15 april 1945 door Canadese artillerie beschoten. Het bovenste reservoir werd hierbij beschadigd, de granaatinslag is nog steeds te zien.
De toren is eind 2013 door het Waterbedrijf Groningen buiten gebruik gesteld en verkocht.
De toren is daarna omgebouwd tot een appartementenhotel en skylounge.

## Afbeeldingen

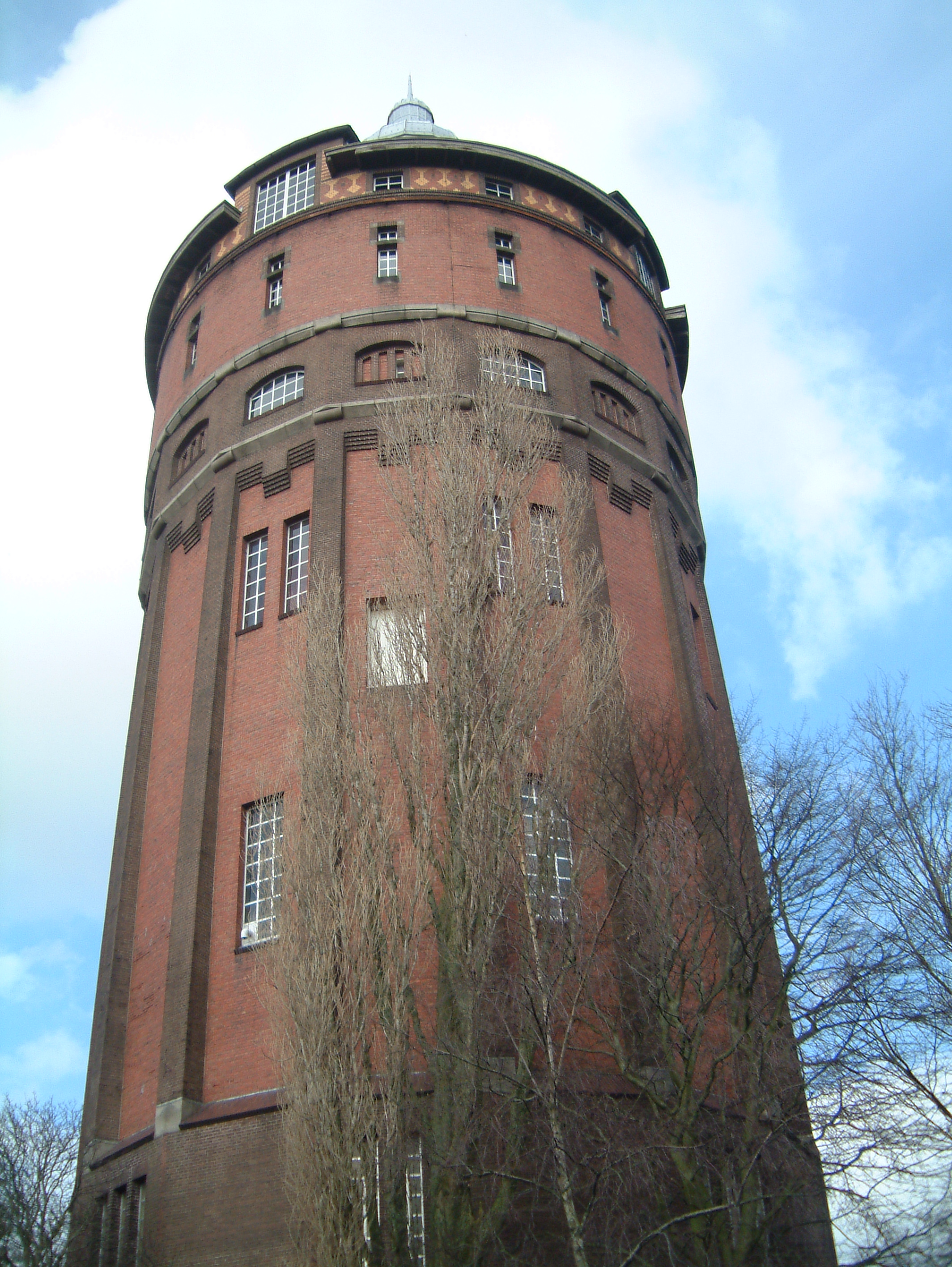
2006
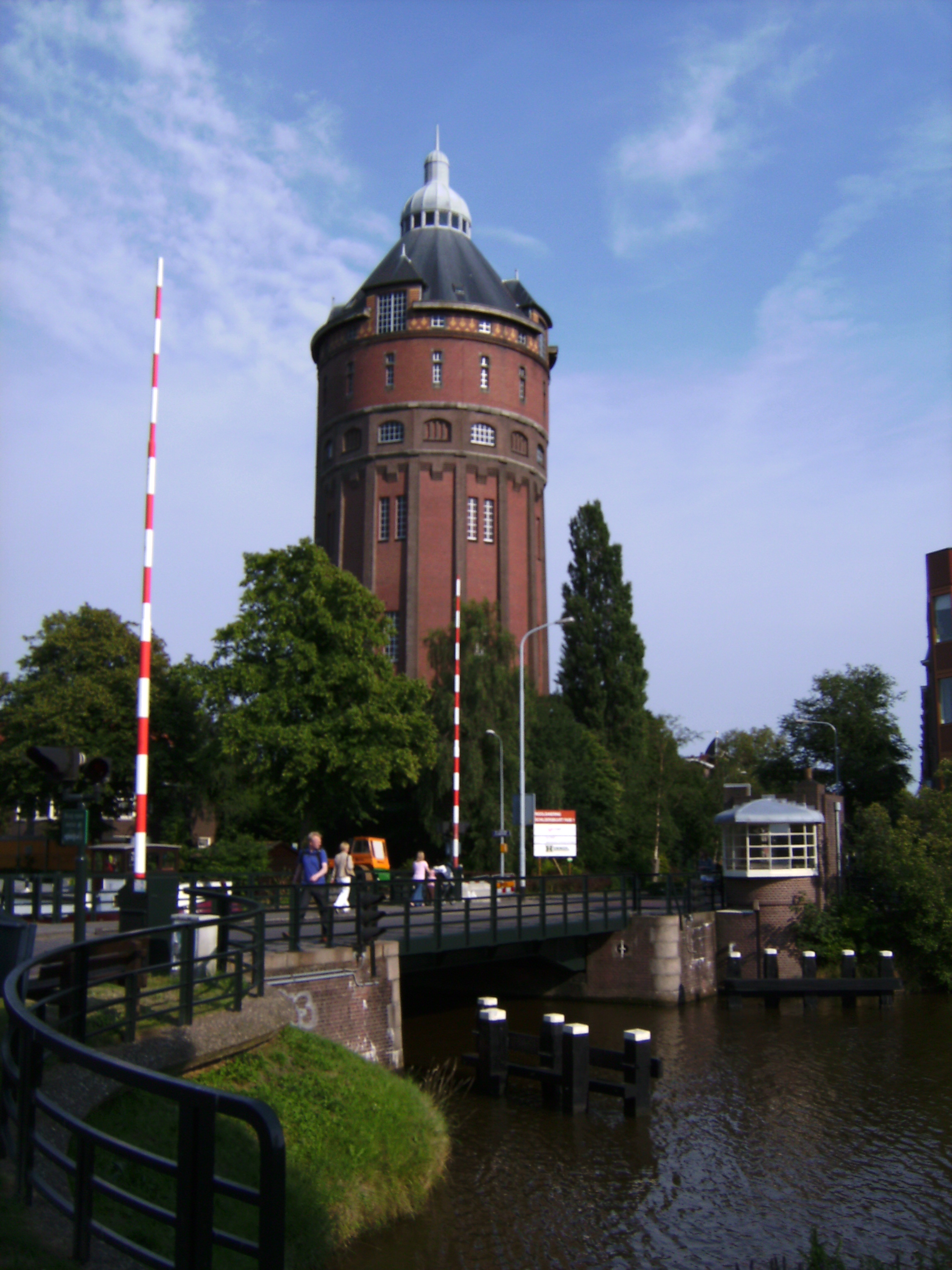
2008
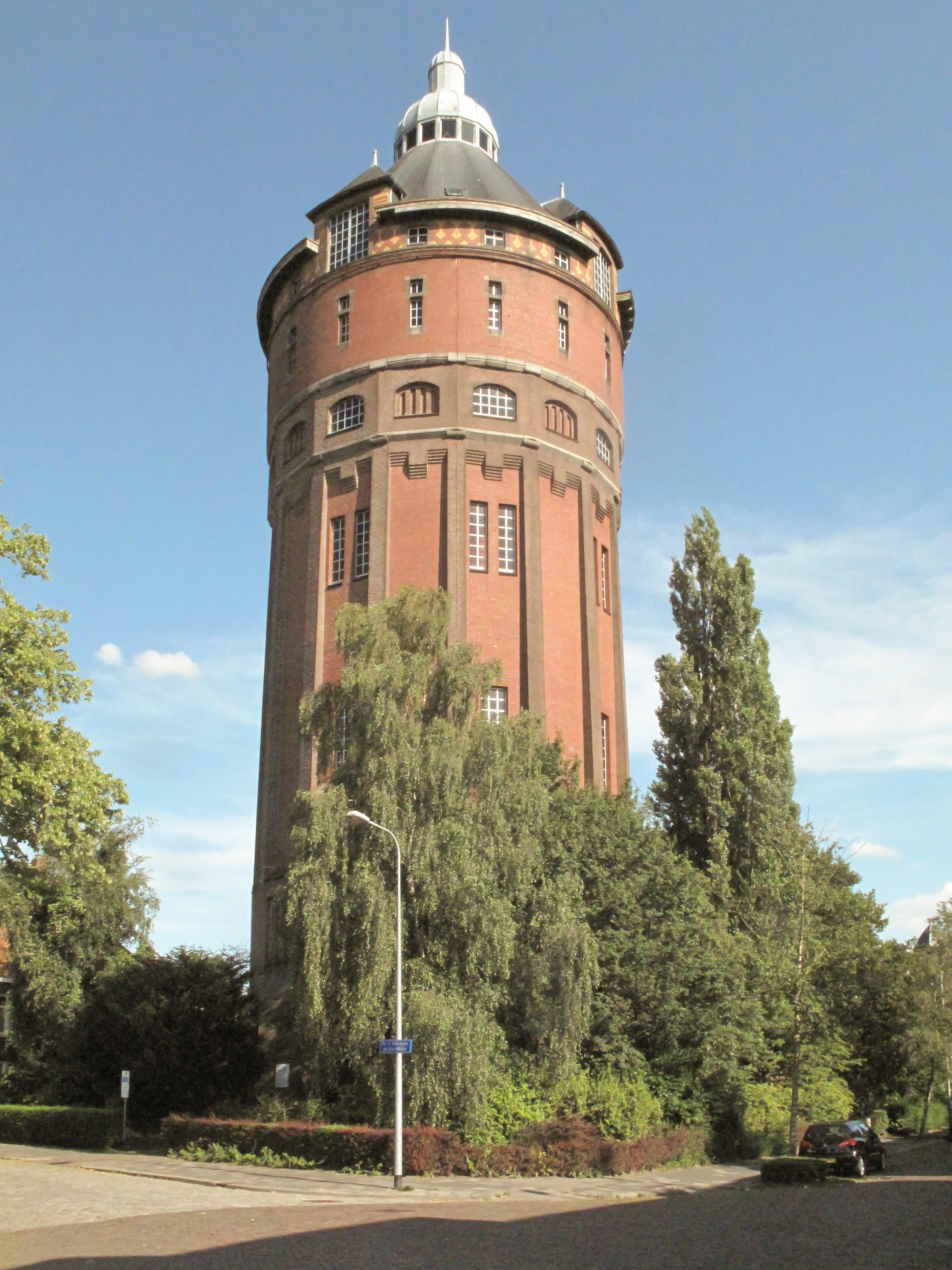
2013
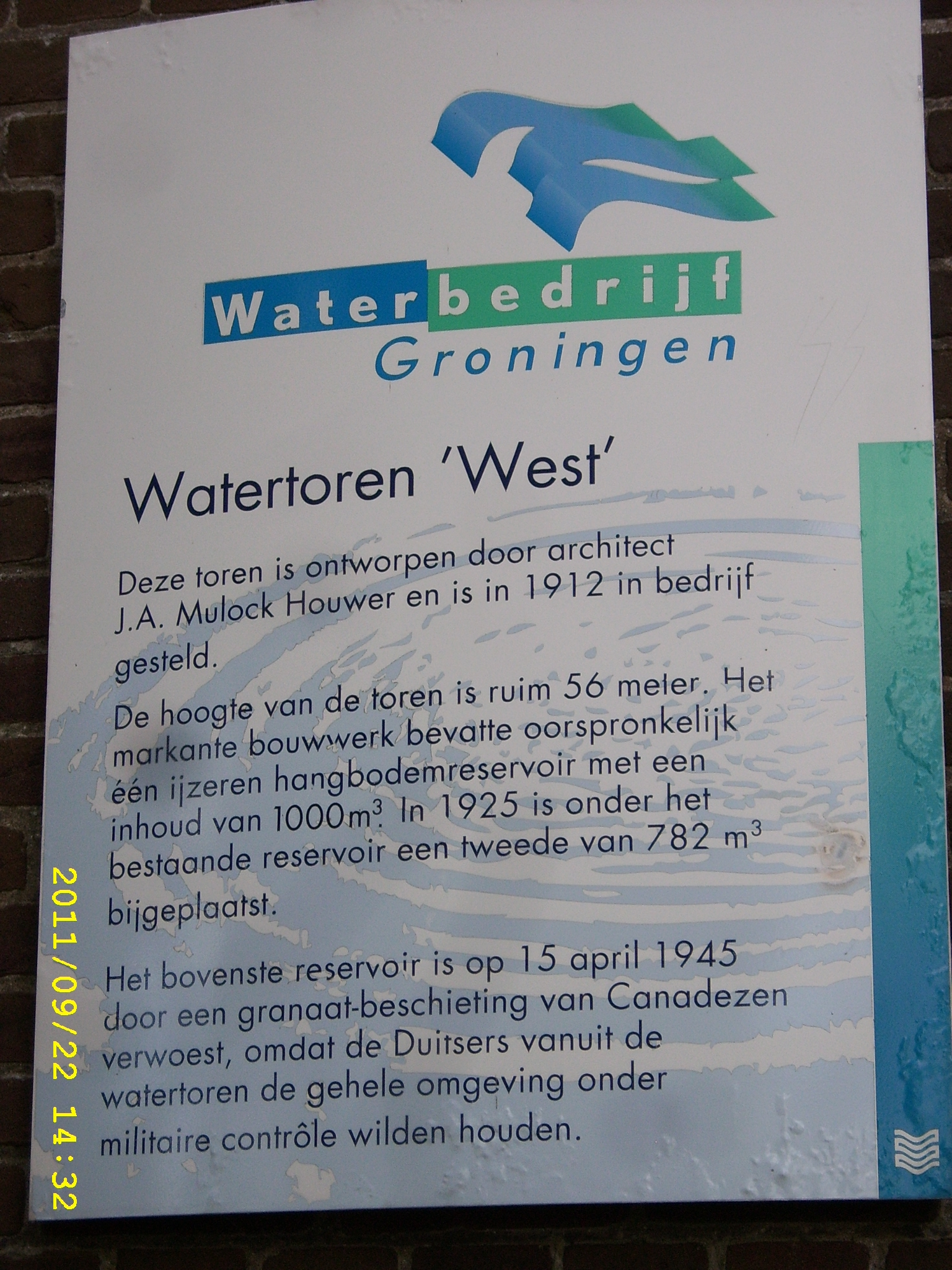
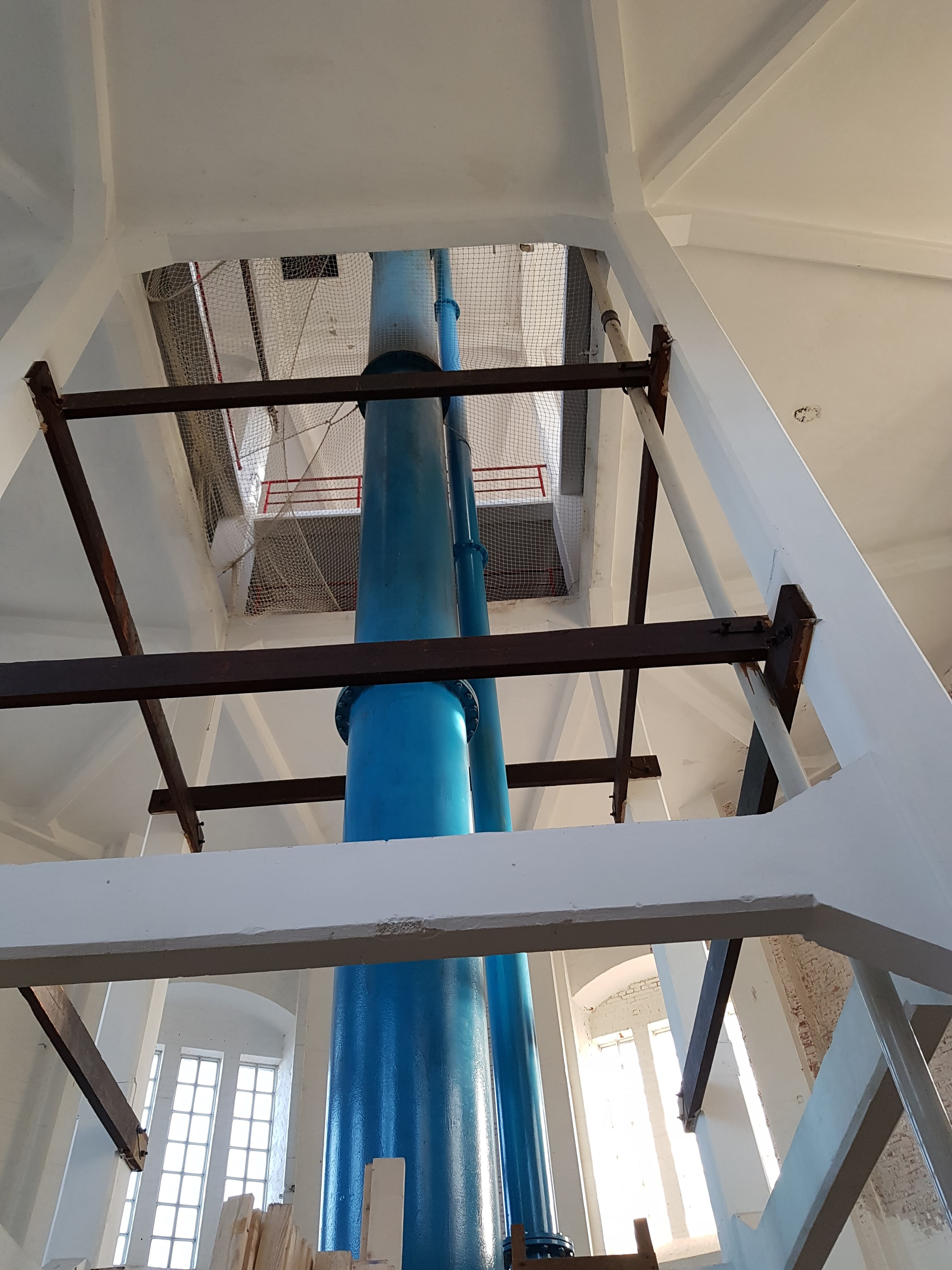
Binnenzijde watertoren
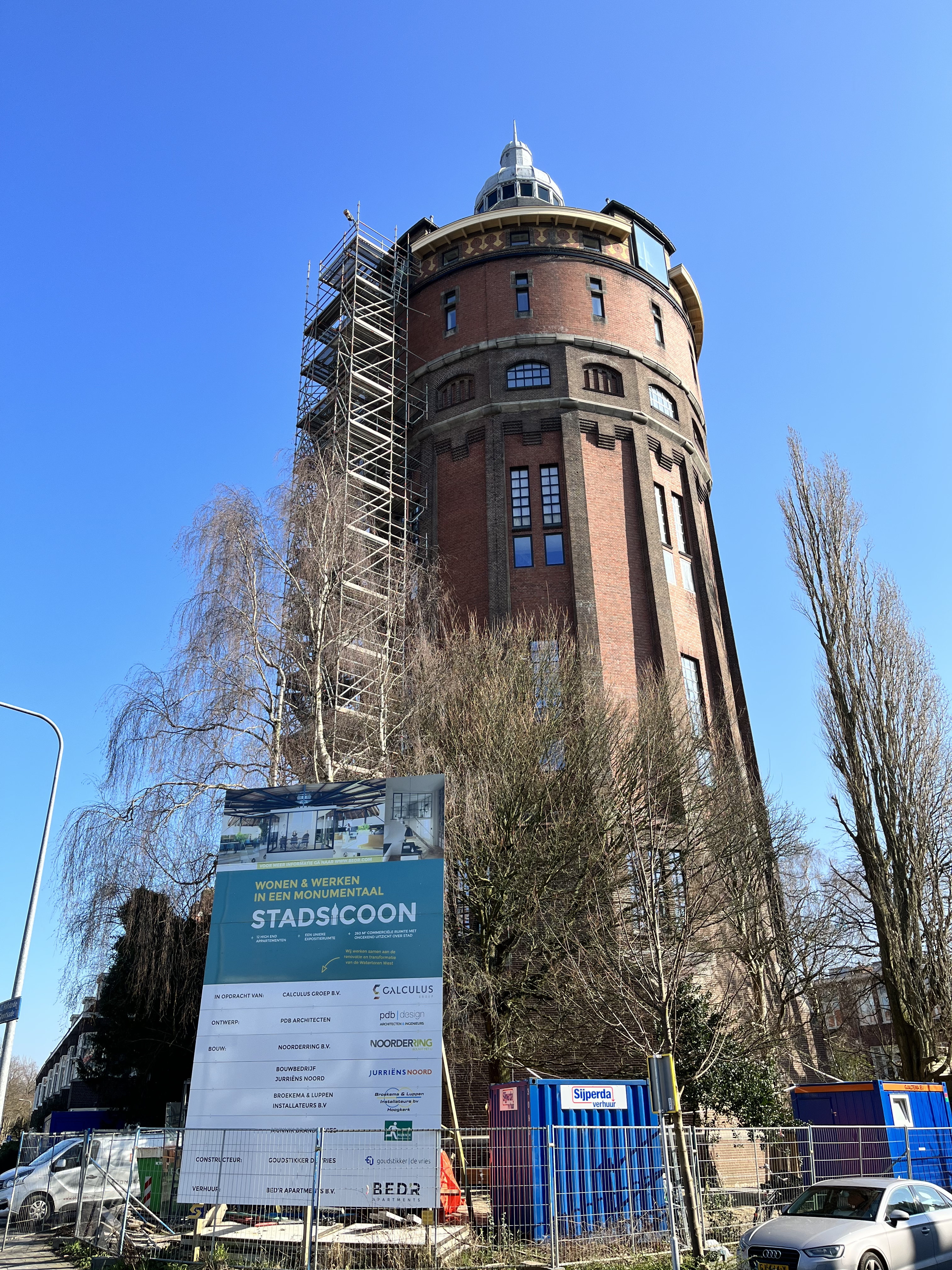
maart 2022

## Voetnoten
Delfzijl · 
Groningen
(Hereweg ·
Hofstede de Grootkade ·
Noorderbinnensingel) ·
Oude Pekela ·
Stadskanaal ·
Wagenborgen ·
Winschoten